# Hydraena cryptostoma
Hydraena cryptostoma är en skalbaggsart som beskrevs av Manfred A. Jäch 1992. Hydraena cryptostoma ingår i släktet Hydraena och familjen vattenbrynsbaggar. Inga underarter finns listade i Catalogue of Life.